# Llau del Bosc
La llau del Bosc és una llau de l'antic terme de Benés, de l'Alta Ribagorça, tot i que administrativament pertany al terme de Sarroca de Bellera, al Pallars Jussà.
Es forma a 1.225 m. alt., per la transformació de la llau dels Clots, lloc des d'on davalla cap a l'oest-nord-oest, per anar-se a abocar a la Valiri al sud de Vilancòs.